# 哈爾基島
哈爾基島（希臘語：Χάλκη）是希臘的島嶼，位於愛琴海南部，屬於佐澤卡尼索斯群島的一部分。行政上隶属于南愛琴大區罗得专区的哈尔基市镇。面積37.04平方公里，最高點海拔高度593米，海岸線長度34公里，2021年人口数量为475人。

## 图集

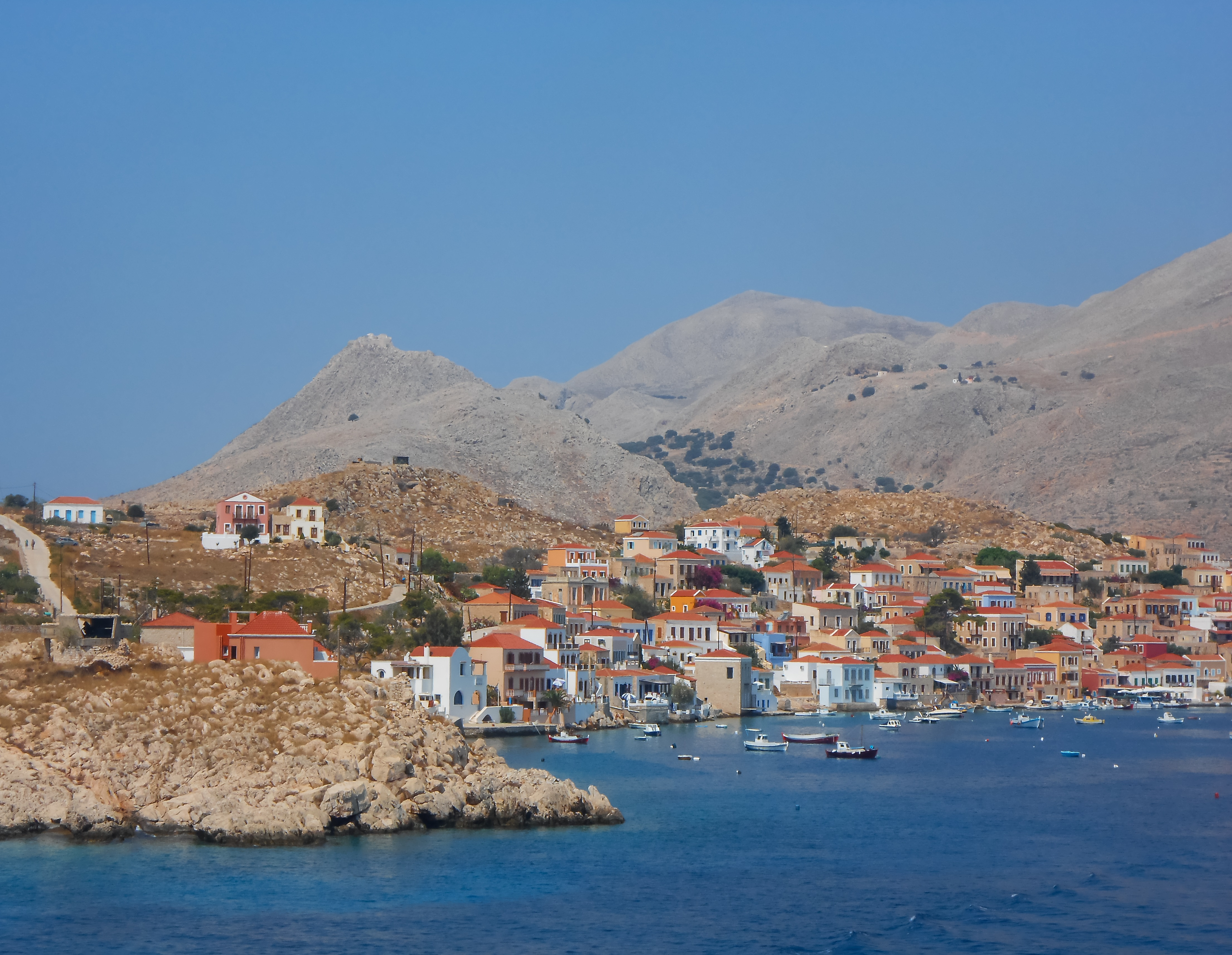
港口
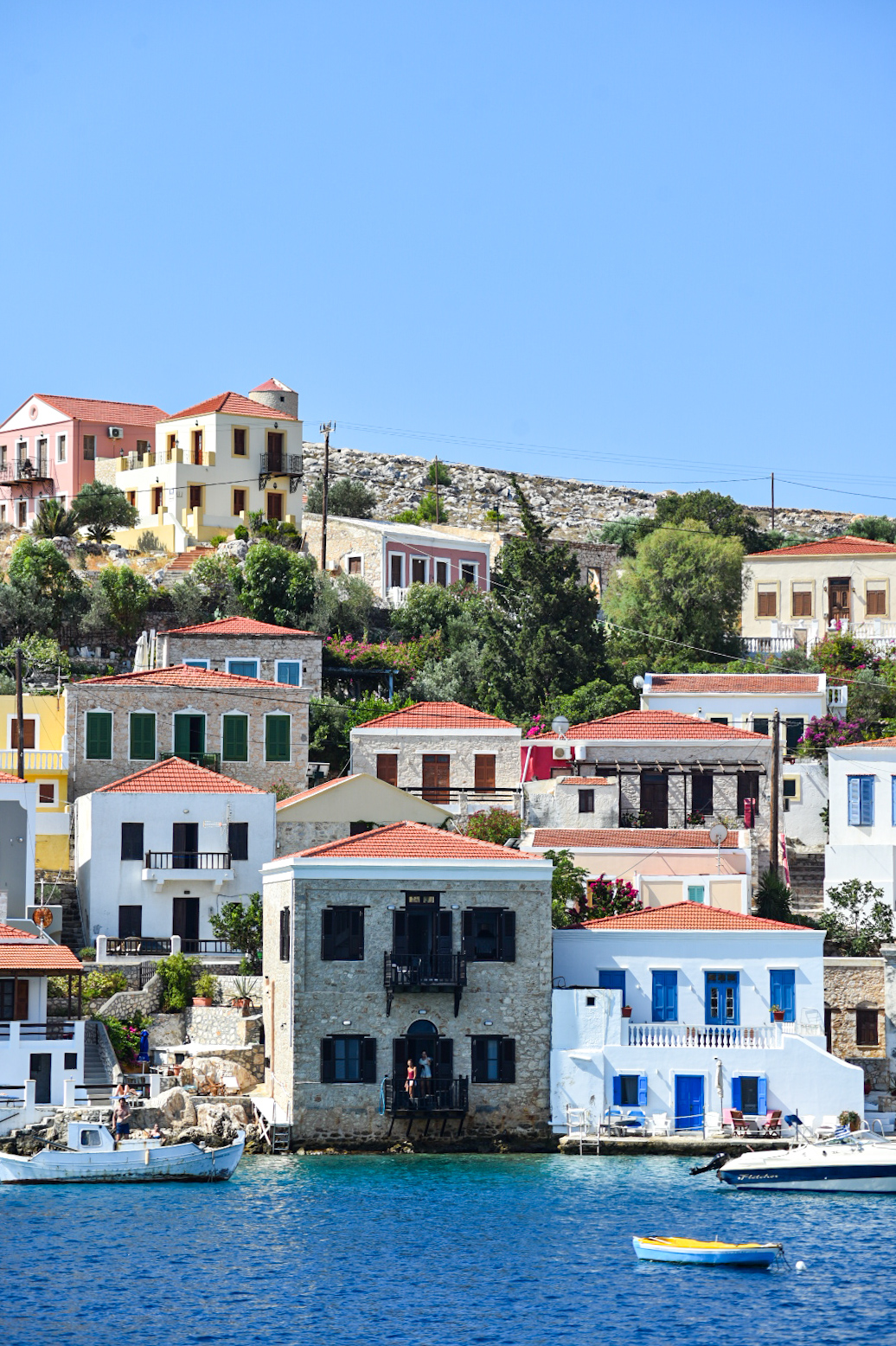
岛上建筑
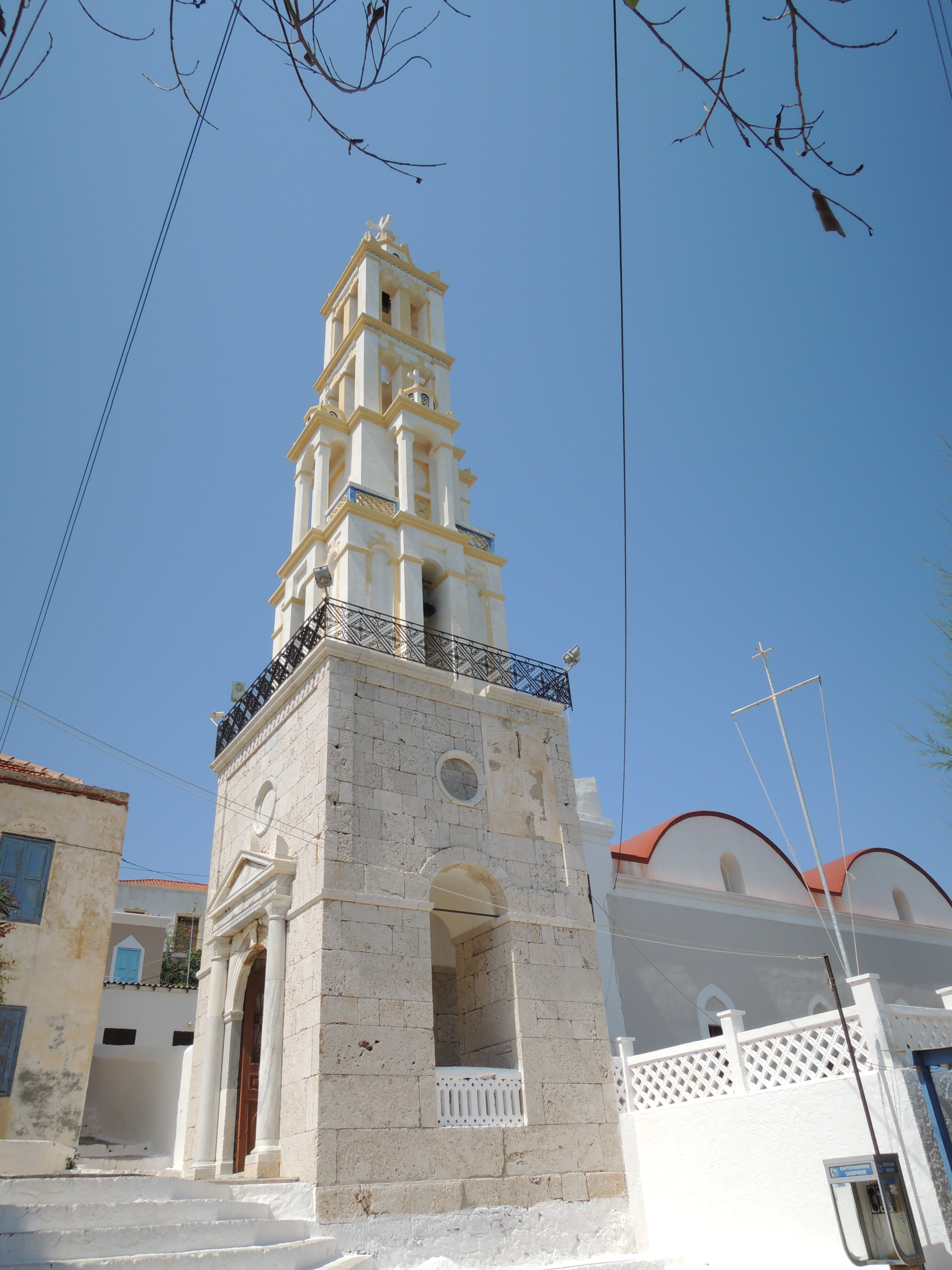
教堂的钟楼
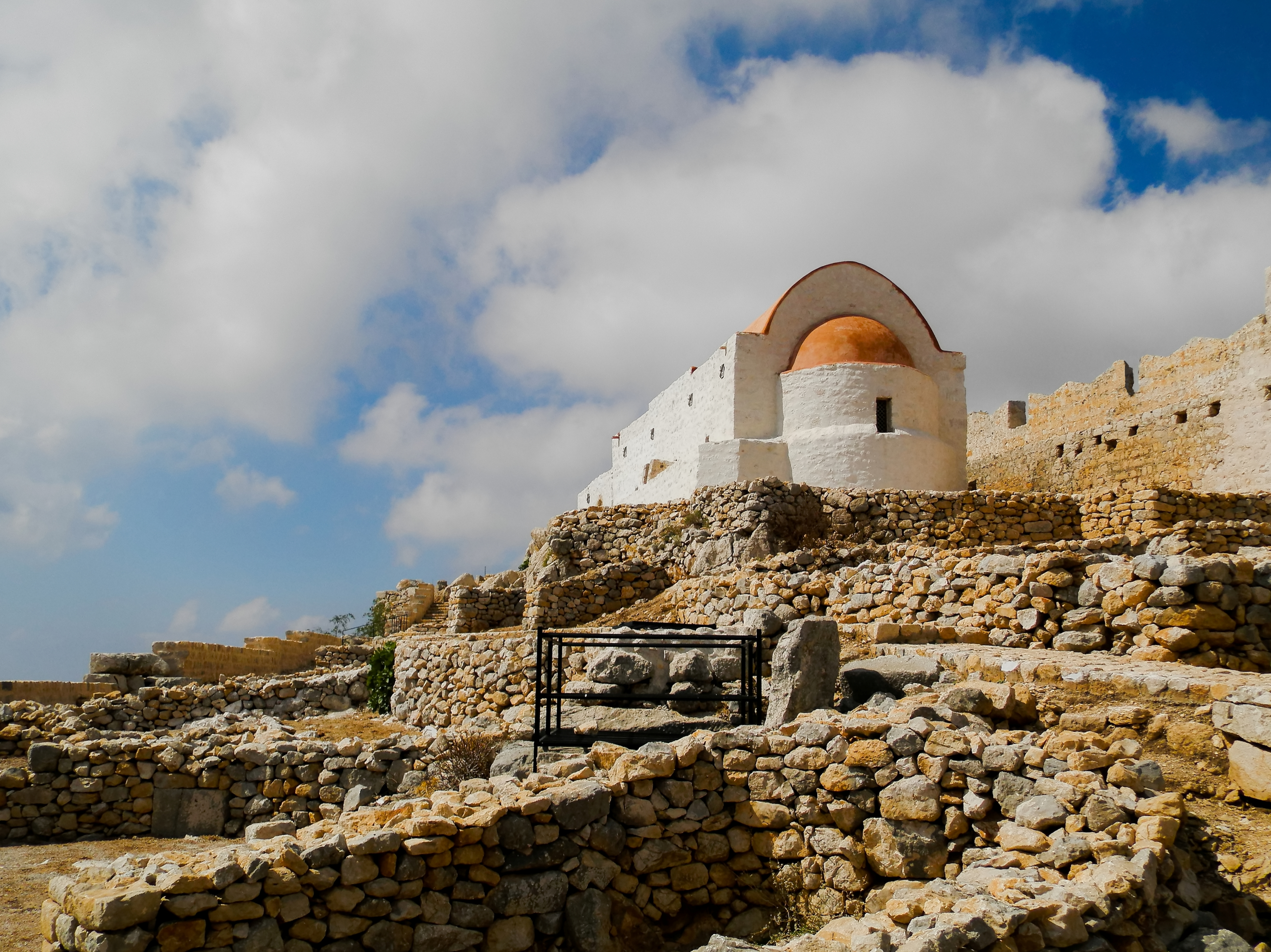
哈尔基城堡
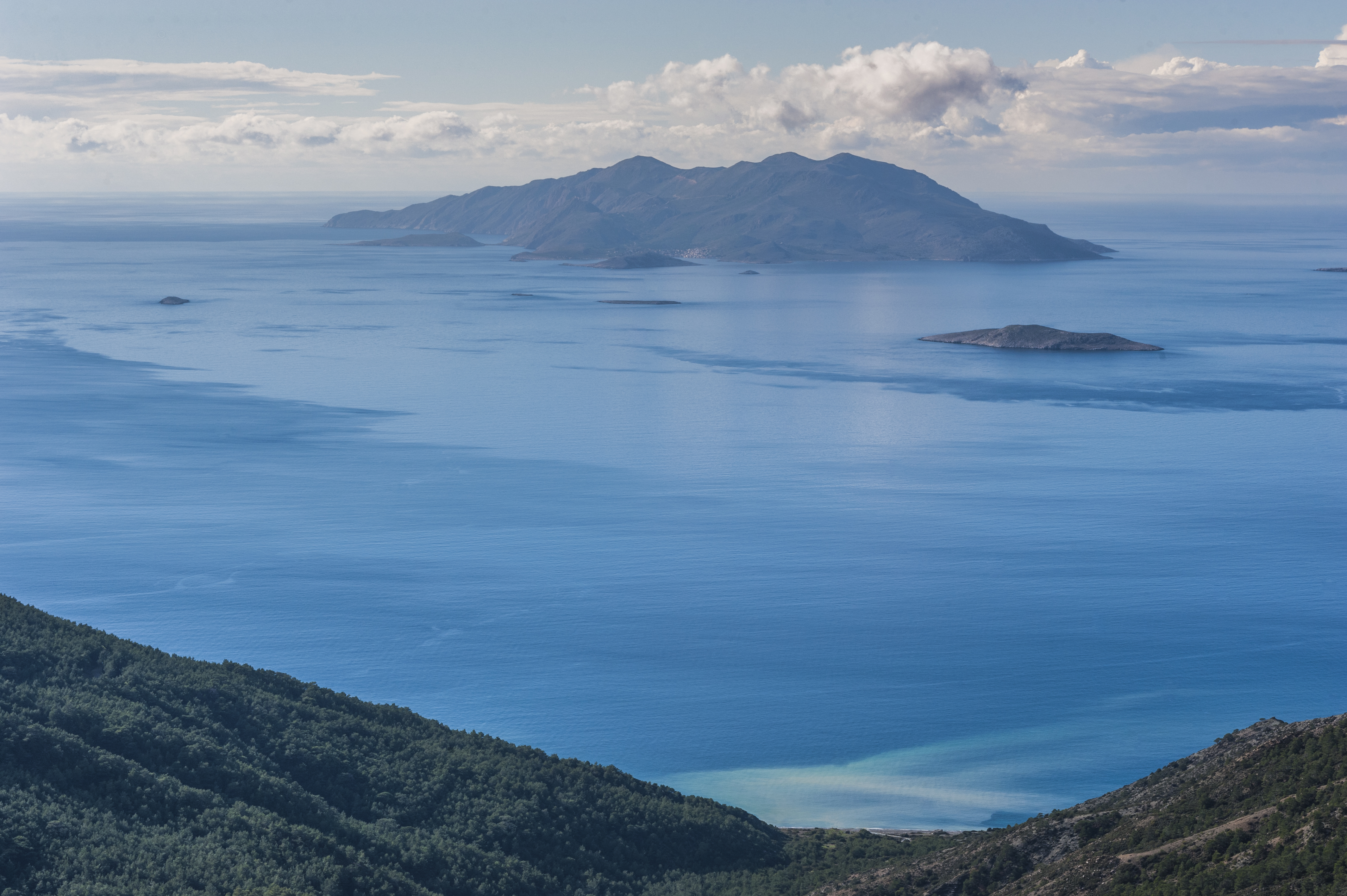
从罗得岛眺望哈尔基岛

## 外部連結
- Halki photo gallery from bRaNdSboRg.CoM（页面存档备份，存于） （英文）